# STS-66
STS-66 — космічний політ шатла «Атлантіс» за програмою «Спейс Шаттл» (66-й політ програми, 13-й політ для «Атлантіса»).

## Екіпаж
- (НАСА): Доналд Макмонегл (3)[1] — командир;
- (НАСА): Кертіс Браун (2) — пілот;
- (НАСА): Еллен Очоа (2) — фахівець польоту −1, керівник операцій з корисним навантаженням;
- (НАСА): Джохеф Таннер (1) — фахівець польоту −2, бортінженер;
- (CNES): Жан-Франсуа Клервуа (1) — фахівець польоту −3;
- (НАСА): Скотт Паразінські (1) — фахівець польоту −4.

## Особливості місії
До основних завдань місії STS−66 належало дослідження стану навколишнього середовища. На Шаттлі була встановлена науково-прикладна лабораторія з вивчення атмосфери ATLAS-03 (англ. Atmospheric Laboratory for Applications and Sciences, 3-й політ лабораторії). Прилади лабораторії провели глобальний вимір температур у мезосфері і концентрацій малих домішок, дослідження взаємодії сонячного випромінювання з окремими хімічними компонентами в термосфері. Важливим доповненням до даних лабораторії послужили результати дослідження нижньої і середньої термосфери приладами відокремлюваного супутника CRISTA — SPAS (від англ. Cryogenic Infrared Spectrometers and Telescopes for the Atmosphere), який здійснив автономний 8-добовий політ.

## Емблема

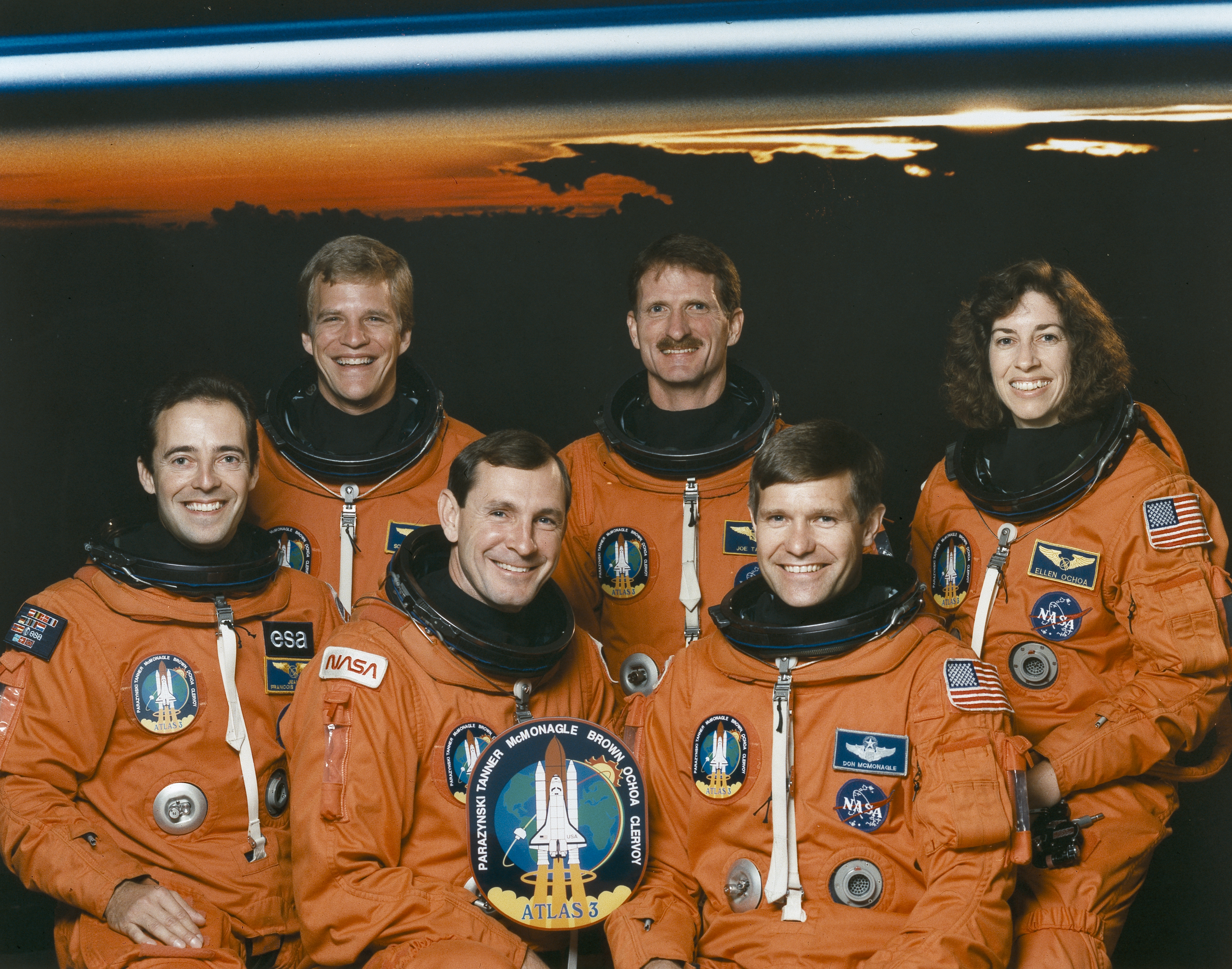
Екіпаж STS-69: Клервуа, Паразінські, Браун, Таннер, Макмонегл, Очоа

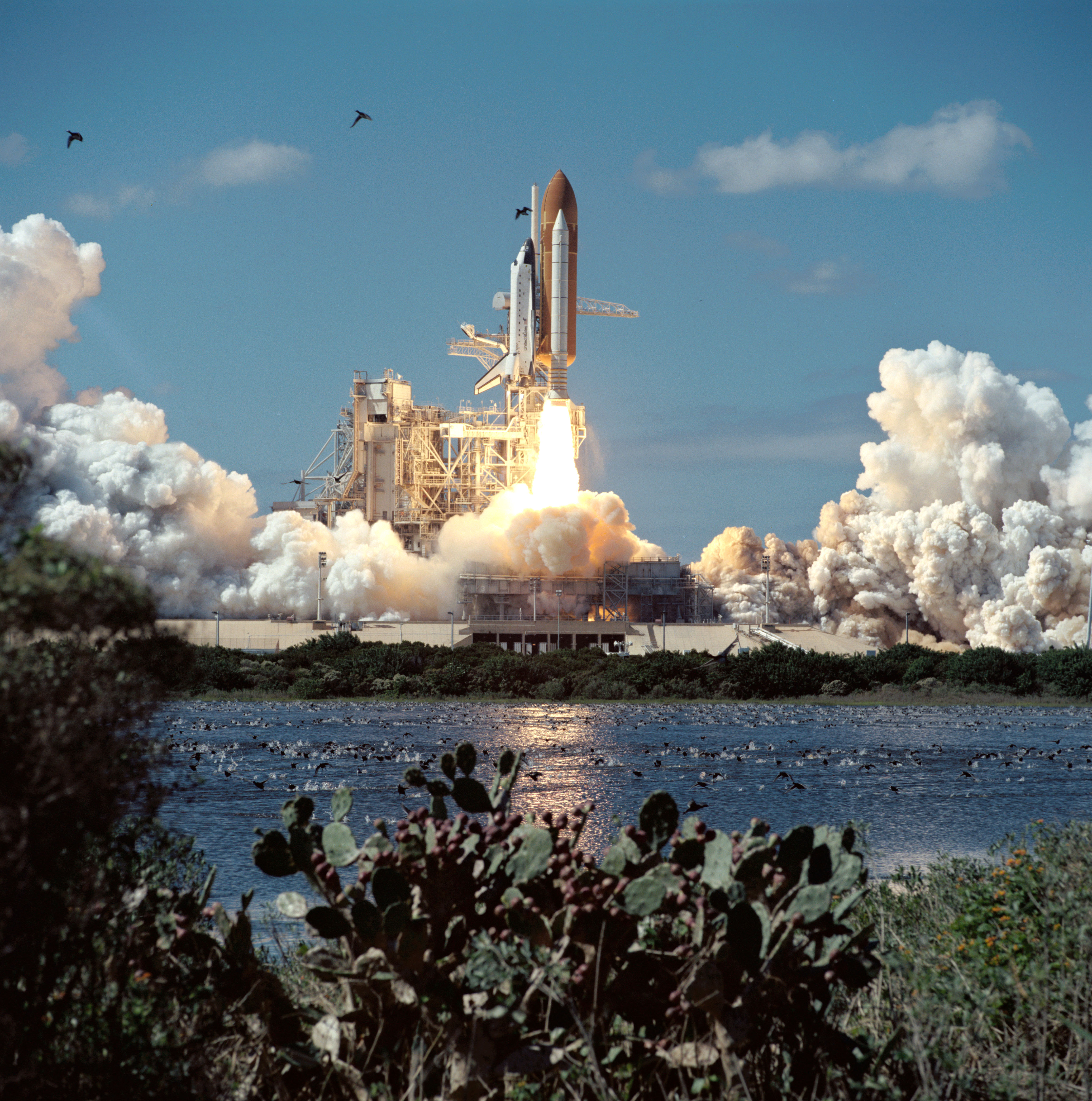
Зліт STS-69

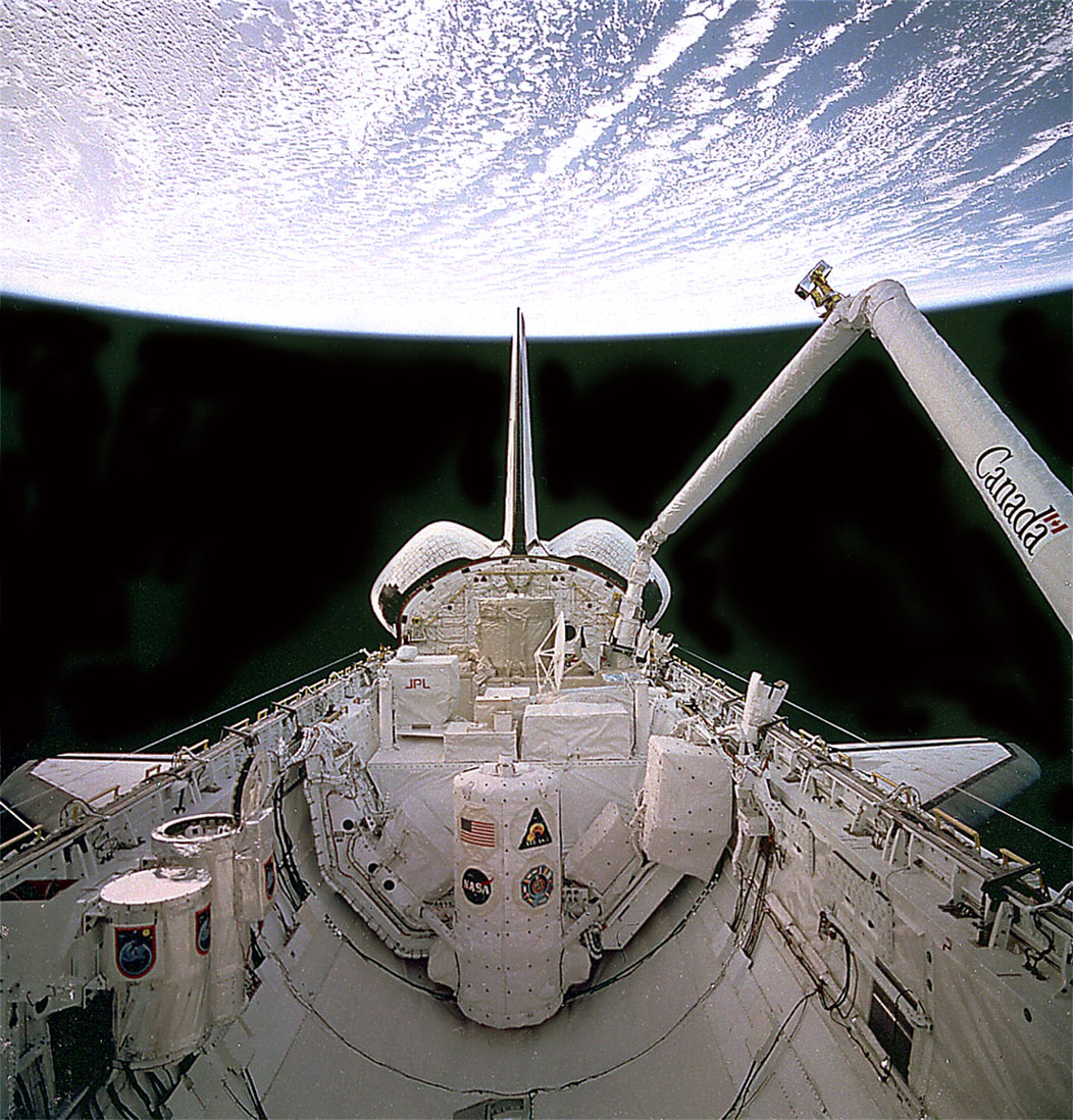
Атлантіс у космосі STS-69 місії

На емблемі місії STS-66 зображений стартуючий шатл «Атлантіс», що стилізовано потрійним шлейфом полум'я під символ корпусу астронавтів НАСА. Зображено також супутник CRISTA — SPAS, що повертається, завдяки якому були проведені спостереження земної атмосфери в променях сонячного світла: від чого висхідне сонце і лінія видимого спектра на горизонті Землі. Розробка емблеми проходила за участю членів екіпажу.